# Казанская община христиан древлеправославно-кафолического вероисповедания и благочестия старо-поморского согласия
Казанская община христиан древле-православно-кафолического вероисповедания и благочестия старо-поморского согласия — религиозная организация староверов старопоморского федосеевского согласия города Казани, официально действующая с 1990 года.
Является преемницей дореволюционной казанской общины, легализованной в 1907 году и запрещённой в советское время.
Одна из двух общин старопоморского федосеевского согласия, официально зарегистрированных в Татарстане.

## История и управление общиной
«Казанская Община Христиан Древле-православно-кафолического Вероисповедания и Благочестия Старо-поморского Согласия» была зарегистрирована в октябре 1990 года.
Высшим органом управления общины стало Общинное собрание (в которое входят его учредители, духовный настоятель, попечитель, почётные члены и иные верующие), постоянным органом управления — Общинный совет.
1 декабря 2002 года «Местная Старообрядческая религиозная организация Казанской общины христиан древлеправославно-кафолического вероисповедания и благочестия Старо-поморского согласия» была внесена в ЕГРЮЛ. 
Управление общиной осуществляет духовный настоятель, которым в настоящее время является Александр Евгеньевич Хрычёв (род. в 1961 году), благословлённый и поставленный духовным отцом А. И. Колесниковым и собранием прихожан. По его оценке, численность общины в 2013 году составляла «около 300 человек с семьями».
Попечитель общины — П. Я. Звездин, секретарь — И. Г. Султанов.

## Культовые объекты

### Соборная моленная Во имя Казанских чудотворцев Гурия, Варсонофия и Германа
В настоящее время центром общины является Соборная моленная Во имя Казанских чудотворцев Гурия, Варсонофия и Германа — комплекс зданий в Казани на улице М. Межлаука (бывшей Большой Варламовской в Ямской слободе), дом 28 (литер 1 — моленная, литер 2 — келейный корпус). Ранее здесь помещалась «Общественная моленная», закрытая в 1930 году и переданная Казгорсвету ввиду недостатка помещений «для культурно-просветительских учреждений».
Постановлением Кабинета Министров Республики Татарстан № 393 от 7 мая 1997 года здание «общественной молельни Старо-Поморского согласия» (улица Межлаука, дом 28, литер 1), являющееся памятником архитектуры республиканского значения, было передано в оперативное управление (на баланс) Министерства культуры Республики Татарстан «для последующей передачи его в пользование Казанской общине христиан Древле-православно-кафолического вероисповедания и благочестия Старо-Поморского согласия для удовлетворения религиозных потребностей верующих». В соответствии с постановлениями Главы администрации города Казани № 284 от 14 февраля 2000 года и № 589 от 20 сентября 2000 года памятник архитектуры «Общественная моленная» (литер 1) и строение (литер 2) были переданы Казанской общине в бессрочное пользование.
В связи с принятием Федерального закона № 327-ФЗ от 30 ноября 2010 года «О передаче религиозным организациям имущества религиозного назначения, находящегося в государственной или муниципальной собственности», представители общины неоднократно обращалась к казанским властям с просьбой о передаче зданий в собственность, однако данный вопрос пока остаётся нерешённым.

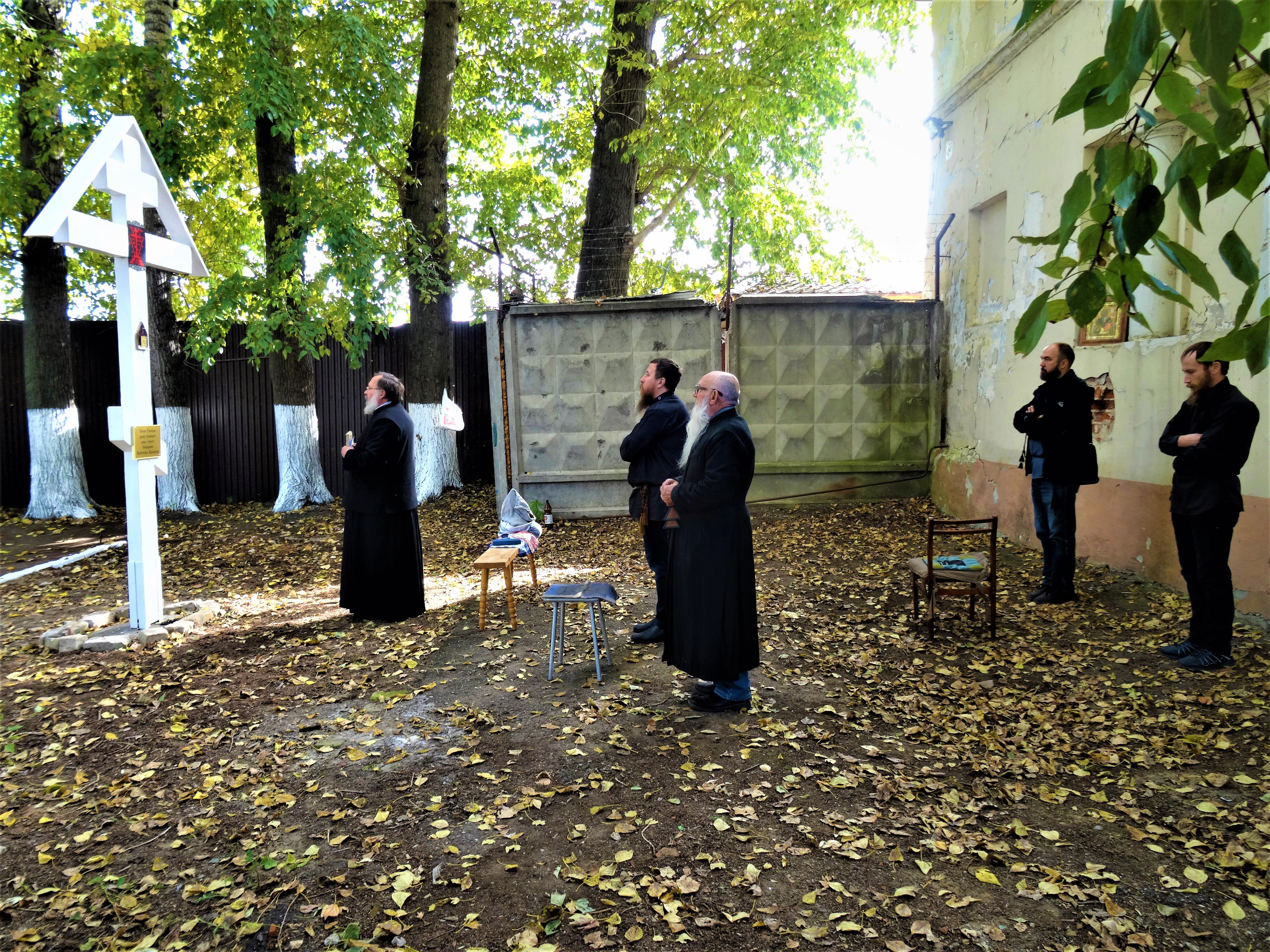
Освящение памятного креста в честь протопопа Аввакума у Прилуцкого молитвенного храма (25 сентября 2020 года)

### Прилуцкий молитвенный храм
С 1990 года община требует передать ей Прилуцкий молитвенный храм (бывшую «Прилуцкую моленную»), здание которого было незаконно экспроприировано у староверов в 1937 году.
В конце 1937 года в нём была совершена последняя церковная служба. После этого храм был осквернён и разграблен: пропали иконы XV — XVII веков и библиотека редких рукописных книг. Территория кладбища была разорена и занята хозяйственными постройками и свинарником. Здание бывшего храма передано Казанскому отделению Горьковской железной дороги, которым первоначально использовалось в административных целях, а с середины 1960-х годов его заняло Добровольное спортивное общество «Локомотив» (в настоящее время здание принадлежит АО «Желдорипотека»).
В 2020 году Прилуцкий молитвенный храм был официально возвращён общине. Договорённость о его возвращении была достигнута при личном содействии Президента Республики Татарстан Р.Н. Минниханова. В храме начались ремонтно-восстановительные работы. 
2 августа 2020 года, в день памяти пророка Илии, при входе в Прилуцкий молитвенный храм был установлен поклонный крест и впервые более чем за восемьдесят лет духовный настоятель общины А. Е. Хрычёв совершил на этом месте молитву.
25 сентября 2020 года рядом с Прилуцким молитвенным храмом членами общины был установлен памятный крест в честь протопопа Аввакума (1620 — 1682). Крест освятил, отслужив поминальный молебен, настоятель общины А. Е. Хрычёв.

### «Старообрядческий участок» на Арском кладбище Казани

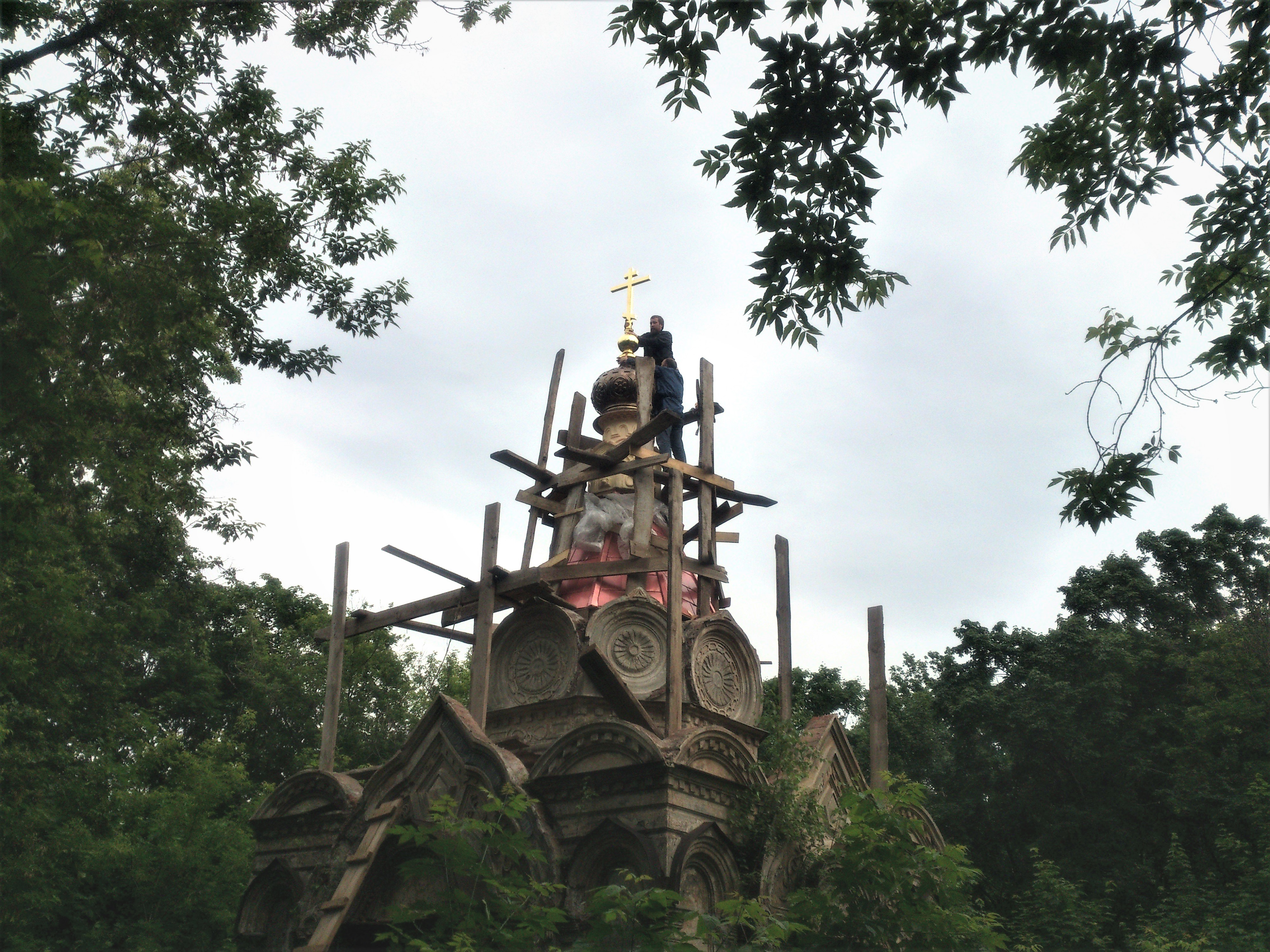
Водружение креста на старообрядческую часовню «в честь поминания всех усопших» (19 июня 2015 года)

Одним из святых мест у казанских староверов считается исторический «старообрядческий участок» на Арском кладбище города Казани.
До настоящего времени здесь сохранились часовня постройки последней четверти XIX века, «сторожка» (используемая для хранения кладбищенского инвентаря) и склеп, в котором покоятся останки известного купца, мецената и общественного деятеля Я. Ф. Шамова (1839 — 1908), И. И. Строкина и С. М. Капустина. Память Я. Ф. Шамова, выступившего в 1907 году одним из инициаторов создания общины и возглавившего её Совет, особо почитается староверами.
Представители старообрядческих организаций регулярно проводят уборку мест захоронений, в которой принимают участие представители общественности. 
С 2013 года община осуществляет восстановление часовни «в честь поминания всех усопших», где силами верующих осуществляются ремонтно-реставрационные работы. 19 июня 2015 года на ней был торжественно установлен крест (чин освящения совершил старший наставник, настоятель Соборной моленной Во имя Казанских чудотворцев Гурия, Варсонофия и Германа А. Е. Хрычёв).
Согласно постановлению Исполнительного комитета муниципального образования города Казани № 283 от 8 февраля 2017 года «О здании старообрядческой часовни по ул. Николая Ершова, 25», а также договору безвозмездного пользования № 3/34 от 1 марта 2017 года, здание часовни площадью 18,6 квадратных метра было передано общине.
Одновременно, благодаря участию меценатов, осуществляются ремонтно-восстановительные работы в «шамовском склепе».

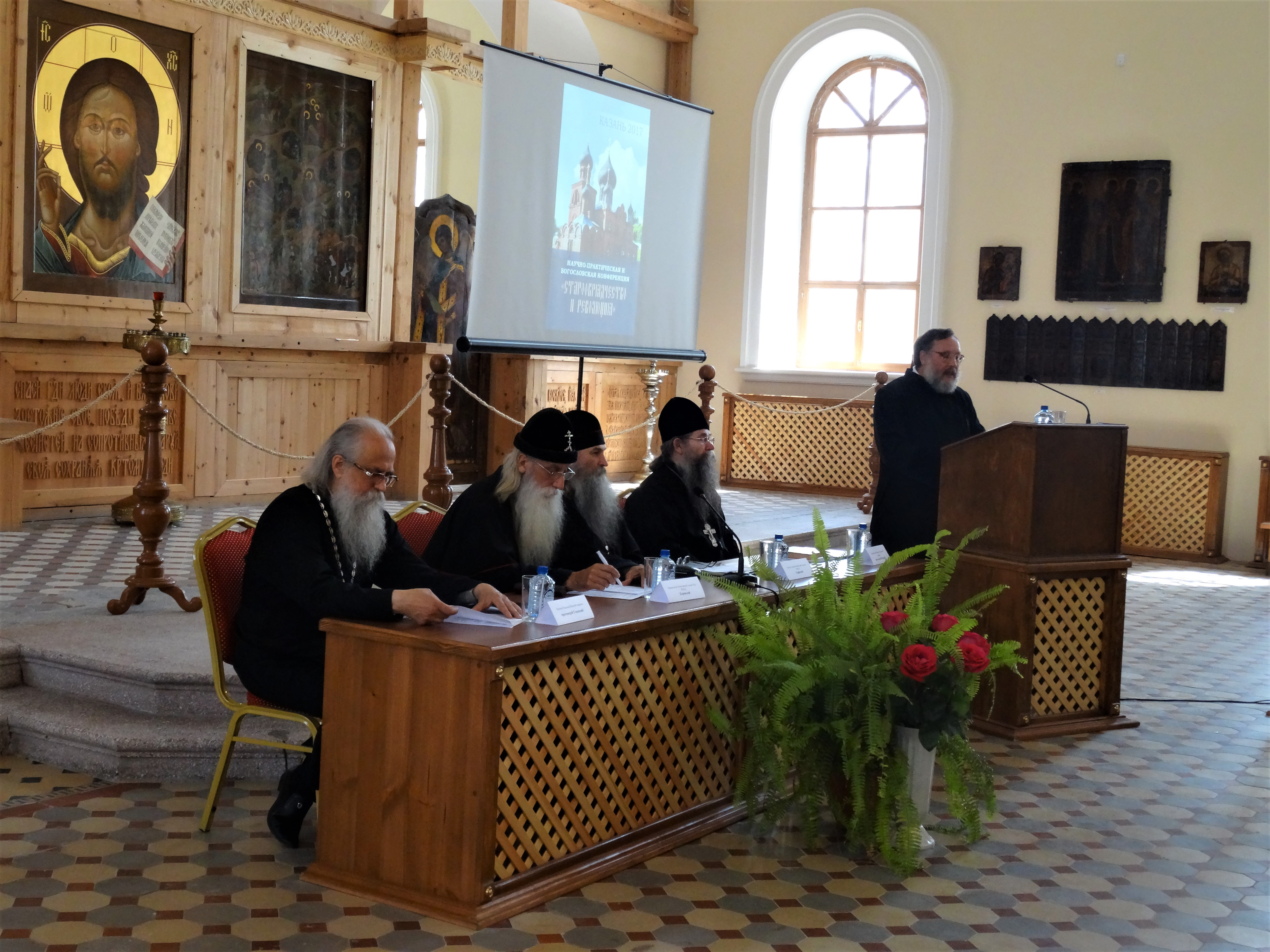
Выступление настоятеля общины А. Е. Хрычёва на конференции «Старообрядчество и революция» (24 июля 2017 года)

## Общественная деятельность
Представители общины являются участниками общественно значимых событий в жизни Казани, занимаются благотворительной и волонтёрской работой (в том числе, принимают участие в сборе средств для беженцев с юго-востока Украины).
31 мая 2014 года настоятель общины А. Е. Хрычёв принял участие в церемонии установки и освящения на Арском кладбище города Казани временного деревянного креста в память о павших (погибших) в Первой мировой войне.
Представители общины принимали участие в работе I и II Форумов православной общественности Республики Татарстан, проходивших в Казани 13 мая 2014 года и 26 ноября 2015 года, Международной научно-практической конференции «Чудотворный Казанский образ Богородицы в судьбах России и мировой цивилизации» (Казань, 19 — 21 июля 2016 года), Всероссийской научно-практической конференции с международным участием «Старообрядчество и революция» (Казань, 24 — 25 июля 2017 года) и других религиозных, научных и культурных мероприятиях.

## Отношение к объединению общин
В 2006 году настоятель общины подал прошение о вхождении в зарегистрированную в этом же году централизованную религиозную организацию «Российский Совет Древлеправославной Кафолической Церкви (старопоморцы-федосеевцы)» (РС ДКЦ). Однако, в 2011 году община осудила действия РС ДКЦ и заявила о намерении создать, совместно с Московской Преображенской старообрядческой общиной и «иными общинами», «Российский Совет христиан старопоморского федосеевского согласия».